# Equilíbrio correlacionado
Na teoria dos jogos, um equilíbrio correlacionado é um conceito de solução mais geral do que o conhecido equilíbrio de Nash. Foi discutido pela primeira vez pelo matemático Robert Aumann em 1974.   A ideia é que cada jogador escolha sua ação de acordo com sua observação privada do valor do mesmo sinal público. Uma estratégia atribui uma ação para cada observação possível que um jogador pode fazer. Se nenhum jogador quiser se desviar de sua estratégia (assumindo que os outros também não se desviem), a distribuição da qual os sinais são extraídos é chamada de equilíbrio correlacionado.

## Definição formal
Um jogo estratégico de {\displaystyle N}-jogadores {\displaystyle \displaystyle (N,\{A_{i}\},\{u_{i}\})} é caracterizado por um conjunto de ações {\displaystyle A_{i}} e função de utilidade {\displaystyle u_{i}} para cada jogador {\displaystyle i}. Quando jogador {\displaystyle i} escolhe estratégia {\displaystyle a_{i}\in A_{i}} e os jogadores restantes escolhem um perfil de estratégia descrito pelo {\displaystyle N-1} -tupla {\displaystyle a_{-i}}, então a utilidade do jogador {\displaystyle i} é {\displaystyle \displaystyle u_{i}(a_{i},a_{-i})}.
Uma modificação de estratégia para o jogador {\displaystyle i} é uma função {\displaystyle \phi _{i}\colon A_{i}\to A_{i}}. Isto é, {\displaystyle \phi _{i}} diz ao jogador {\displaystyle i} modificar seu comportamento por meio de ações {\displaystyle \phi _{i}(a_{i})} quando instruído a jogar {\displaystyle a_{i}}.
Deixe {\displaystyle (\Omega ,\pi )} ser um espaço de probabilidade contável. Para cada jogador {\displaystyle i}, deixe {\displaystyle P_{i}} ser sua partição de informações, {\displaystyle q_{i}} ser posterior de {\displaystyle i} e deixe {\displaystyle s_{i}\colon \Omega \rightarrow A_{i}}, atribuindo o mesmo valor aos estados na mesma célula de partição de informações de {\displaystyle i}. Então {\displaystyle ((\Omega ,\pi ),P_{i},s_{i})} é um equilíbrio correlacionado do jogo estratégico {\displaystyle (N,A_{i},u_{i})} se para cada jogador {\displaystyle i} e para cada modificação de estratégia {\displaystyle \phi _{i}}:
{\displaystyle \sum _{\omega \in \Omega }q_{i}(\omega )u_{i}(s_{i}(\omega ),s_{-i}(\omega ))\geq \sum _{\omega \in \Omega }q_{i}(\omega )u_{i}(\phi _{i}(s_{i}(\omega )),s_{-i}(\omega ))}
Em outras palavras, {\displaystyle ((\Omega ,\pi ),P_{i})} é um equilíbrio correlacionado se nenhum jogador puder melhorar sua utilidade esperada por meio de uma modificação de estratégia.

## Aprendendo equilíbrios correlacionados
Uma das vantagens dos equilíbrios correlacionados é que eles são computacionalmente menos dispendiosos que os equilíbrios de Nash. Isso pode ser capturado pelo fato de que calcular um equilíbrio correlacionado requer apenas resolver um programa linear, enquanto resolver um equilíbrio de Nash requer encontrar seu ponto fixo completamente.  Outra maneira de ver isso é que é possível que dois jogadores respondam às jogadas históricas um do outro e acabem convergendo para um equilíbrio correlacionado. 